# Straight Up
《Straight Up》是美國女歌手寶拉·阿巴杜在1988年11月發行的單曲，它曾獲得告示牌單曲榜三週冠軍，成為寶拉·阿巴杜首支全美冠軍單曲，寶拉·阿巴杜也因為這首歌曲打響了她在美國流行樂壇的知名度。

## 歌曲

### 單曲簡介
〈Straight Up〉是從寶拉·阿巴杜首張專輯《永遠是你的女孩》（英語：Forever Your Girl）中所推出的第三首單曲，前兩首推出的單曲為〈Knocked Out〉（第41名）和〈(It's Just) the Way That You Love Me〉（第88名，1989年再次發行單曲獲得第3名）。〈Straight Up〉的曲風和前兩首舞曲迥異，是首充滿律動節奏的黑人放克舞曲，旋律好記也好聽，很符合當代流行市場口味的舞曲，雖然告示牌雜誌認為這首歌連一個沒有歌唱實力的歌手都能唱，但歌迷是否喜歡顯然才是歌手和唱片公司最在意的事。

### 音樂影片
〈Straight Up〉起先並沒有拍攝音樂影片，而是這首單曲已經進入排行榜內而且擠進前20名了，維京唱片公司才緊急安排為這首單曲拍攝音樂影片。當時唱片公司找來了大衛·芬奇擔任影片導演，在相當趕時間的情況下，大衛·芬奇利用了高反差的黑白設計，讓這支音樂影片看起來既時尚又動感，令人印象深刻，重點是拍攝時間不用太長。

### 商業成績
〈Straight Up〉在1988年11月22日發行單曲，它在1988年12月3日進入了告示牌流行單曲榜，首週成績為第79名，這樣的成績算不上相當好，不過這首單曲的持續力相當旺盛，上升的速度很緩慢卻很穩定，在經過三個月的努力奮戰之後，〈Straight Up〉終於在1989年2月11日登上了單曲榜的最高成績第一名，並後勢看漲蟬連3週冠軍，且還在單曲榜內停留了25週之久，成為寶拉·阿巴杜的第一首美國冠軍單曲。〈Straight Up〉在美銷售突破百萬張，成為寶拉·阿巴杜的第一首也是唯一一首白金單曲。〈Straight Up〉在舞曲榜獲得第3名。
寶拉·阿巴杜在1989年告示牌年終單曲榜一共有三首單曲進榜，她在前十名就佔了兩席，分別是〈Straight Up〉第4名、〈Cold Hearted〉第6名以及〈永遠是你的女孩〉第30名。
〈Straight Up〉隨後也在英國發行單曲，也順利打進英國單曲榜前五名，獲得第3名的成績

### 獎項
〈Straight Up〉日後被維京唱片遴選為最成功的單曲之一。
在1989年的MTV音樂錄影帶大獎頒獎典禮上大放異彩，寶拉·阿巴杜憑藉著冠軍單曲〈Straight Up〉一口氣拿下《最佳編舞》、《最佳舞曲》、《最佳女藝人》和《最佳剪輯》等四項大獎。